# 全日空機成田空港オーバーラン事故
エアージャパン908便成田空港オーバーラン事故 （エアージャパン908びんなりたくうこうオーバーランじこ）とは、2003年（平成15年）1月27日に新東京国際空港（現・成田国際空港）で発生したエアージャパン機の航空事故である。

## 事故の概要
2003年（平成15年）1月27日午後に大韓民国の仁川国際空港を離陸したエアージャパン908便（全日空908便）は、ボーイング767-300ER（機体記号：JA605A）で運航されていた。なお同便は出発が遅延していた。
成田国際空港（当時・新東京国際空港）のB滑走路（暫定平行滑走路2,180メートル）に21時49分に着陸しようとしたが、強い降雨の上に13メートルの追い風があったこともあり、速度超過のまま滑走路の中央に近い滑走路端から940メートル付近に接地した。
しかし速度超過のために浮き上がり、再度1250メートル地点に接地したが滑走路の南端で止まりきれずにオーバーランし滑走路端の過走帯を走り切り、そのまま前脚が舗装路部分から約70メートル逸脱し、芝生の緑地帯に10メートル程入った地点で航空灯火に衝突して停止した。なお右主脚も舗装路を逸脱した。
この結果、滑走路の誘導路灯と補助灯が損壊したが、機体に大きな損傷はなく、負傷者も出なかった。しかし機体が緑地帯の泥濘にはまり、自力で脱出できないことから乗客乗員はタラップにより機外へ脱出し、バスでターミナルへと運ばれた。
事故後B滑走路はすぐさま閉鎖され、空港係員や全日空の社員が機体を脱出させるべく牽引車や器具を使い作業を行い、機体を脱出させ破損した誘導灯や補助灯を修復し、同滑走路が再び使用再開するのは翌28日の午前6時55分となった。このため一部の発着便が遅延する結果となったが、事故が起きたのが定期便の発着が終了する直前であったこともあり、滑走路が約10時間にわたり閉鎖されたものの大きな混乱は起きなかった。
なお、この事故は成田国際空港が1978年（昭和53年）5月20日に開港して以来初のオーバーラン事故である。

## 事故原因
国土交通省は本件を「重大インシデント」に指定し、航空鉄道事故調査委員会が事故原因についての調査を行った。その後2003年9月26日に航空鉄道事故調査委員会は、パイロットが比較的距離が短いB滑走路に着陸するのに必要な注意を怠った操縦ミスを主な原因とする報告書を発表した。
報告書は、オーバーランの原因を、追い風が吹く中を、機長が意図したよりも速い速度で進入着陸し、接地位置が大幅に延びたため、とし、機長が、スレッショールド通過時に速度が速かったとの認識を欠いていたため着陸復行を行わなかったこと、副操縦士と訓練生から速度超過だというコールアウトがなかったことおよび着陸復航すべきことについての助言を行わなかったこと、運航乗務員が接地位置についての明確な目安を持っていなかったこと、などを指摘している。
事故機となったJA605Aはその後修復されて営業運航に復帰し、2021年より全日本空輸からAIRDOへ移籍した。2025年現在もAIRDOにおいて現役で運航されている。

出典
1. ↑  “成田空港の2003年”.   新東京国際空港振興協会. 2018年9月19日閲覧。
2. ↑  運輸安全委員会 航空重大インシデント